# Hans Clio
Hans Clio (Cleo) (1723 i København – 3. december 1785) var dansk maler.

## Ekstern henvisning
- Hans Clio på Kunstindeks Danmark/Weilbachs Kunstnerleksikon